# 1915 في كندا
فيما يلي قوائم الأحداث التي وقعت خلال عام 1915 في كندا.

## سياسة

### تعيين في المنصب
- 1 يناير – ريتشارد ستيوارت لاك الحاكم العام لمقاطعة ساسكاتشوان [الإنجليزية]‏.
- 1 يناير – نيلسون د. بورتر عمدة أوتاوا [الإنجليزية]‏.
- 23 أبريل – جون تشارلز كين عضو الجمعية الوطنية في كيبك [الإنجليزية]‏.

### انتهاء فترة المنصب
- 1 يناير – أميدي غوسلين عميد جامعة لافال ‏.
- 1 يناير – بنجامين روجرز Lieutenant Governor of Prince Edward Island [الإنجليزية]‏.
- 1 يناير – جورج دبليو. براون الحاكم العام لمقاطعة ساسكاتشوان [الإنجليزية]‏.
- 23 أبريل – جون تشارلز كين عضو الجمعية الوطنية في كيبك [الإنجليزية]‏.
- 15 نوفمبر – جيمس ريد عضو مجلس العموم الكندي.

## مواليد

### يناير
- 1 يناير – أدريان شوكيت
- 1 يناير – تشارلز بروكس نقابي كندي.[1]
- 5 يناير – آرثر روبنسون[2]
- 8 يناير – روبرت فورد دبلوماسي كندي.[3]
- 13 يناير – ريتشارد تايلور سياسي كندي.
- 16 يناير – دوغلاس هارولد كوب
- 18 يناير – أرنولد سميث دبلوماسي كندي.
- 20 يناير – ريتشارد بوتير سياسي كندي.

### فبراير
- 2 فبراير – ستان ليونارد
- 5 فبراير – مارجريت ميلار[4]
- 6 فبراير – أندريه غوثير سياسي كندي.[5]
- 7 فبراير – بيل وايت سياسي كندي.
- 12 فبراير – لورني غريني[6]
- 14 فبراير – إرفين شامبرلين لاعب هوكي جليد كندي.
- 16 فبراير – بوبي باور لاعب هوكي جليد كندي.[7]
- 17 فبراير – روبرت ميجر سياسي كندي.[8]

### مارس
- 5 مارس – هنري هيكس سياسي كندي.[9]
- 17 يونيو – مارسيل كاديو دبلوماسي كندي.

### أبريل
- 1 أبريل – جيف جوستين لاعب كرة قاعدة من الولايات المتحدة الأمريكية.[10]
- 4 أبريل – لويس آرشامبو فنان كندي.[11]
- 6 أبريل – جيمي فولر لاعب هوكي جليد كندي.
- 9 أبريل – دانييل جونسون سياسي كندي.[12]
- 12 أبريل – دون غروسو لاعب هوكي جليد كندي.
- 13 أبريل – فيلي سوندرز فارس من الولايات المتحدة الأمريكية.
- 13 أبريل – هارلي باركر فنان كندي.[13]
- 19 أبريل – بي. آر. والاس فيزيائي كندي.
- 20 أبريل – سيريل كينيدي سياسي كندي.[14]
- 26 أبريل – ريكي هايسلوب
- 29 أبريل – لورانس إيرل كاتب كندي.[15]

### مايو
- 7 مايو – ويليام أندرسون
- 23 مايو – جيم شامبرلن
- 27 مايو – ألفرد جون إليس مصرفي كندي.

### يونيو
- 10 يونيو – سول بيلو[16]
- 12 يونيو – إيرل كاميرون
- 12 يونيو – ميلدريد فيزيل عداءة سرعة كندية.
- 17 يونيو – مارسيل كاديو دبلوماسي كندي.
- 22 يونيو – آرثر غيلبر
- 24 يونيو – تشارلي توماس سياسي كندي.[17]
- 27 يونيو – أوقستي فنسنت سياسي كندي.[18]
- 28 يونيو – روبرت ستيوارت هايندمان فنان كندي.

### يوليو
- 1 يوليو – سيريل شيروود سياسي كندي.[19]
- 31 يوليو – لويد إيفانز

### أغسطس
- 22 أغسطس – جاك فلين سياسي كندي.[20]
- 22 أغسطس – جيمس هيلير[21]
- 25 أغسطس – جون باسيت سياسي كندي.

### سبتمبر
- 7 سبتمبر – جين لابوينت معلمة مدرسية كندية.
- 8 سبتمبر – بينوا لاكروا فيلسوف كندي.[22]
- 14 سبتمبر – جيروم ويبر كهنوت كندي.
- 16 سبتمبر – نورمان بوكانان سياسي كندي.
- 19 سبتمبر – إليزابيث ستيرن[23]
- 27 سبتمبر – ويليام إدوارد باور كهنوت كندي.

### أكتوبر
- 7 أكتوبر – تشارلز تمبلتون صحفي كندي.[24]
- 25 أكتوبر – إيفان إم. نيفن[25]
- 27 أكتوبر – هاري سالتزمان[26]

### نوفمبر
- 1 نوفمبر – هنري داكويرث فيزيائي كندي.[27]
- 27 نوفمبر – جان بيرثيوم عسكري كندي.
- 30 نوفمبر – هنري تاوب[28]

### ديسمبر
- 1 ديسمبر – بوب كيركباتريك لاعب هوكي جليد كندي.
- 2 ديسمبر – جين مارش بيفريدج فنانة كندية.
- 4 ديسمبر – جوني لومباردي
- 8 ديسمبر – باول غوثير لاعب هوكي جليد كندي.
- 8 ديسمبر – بيت مورين لاعب هوكي جليد كندي.[29]
- 8 ديسمبر – فريدريك رالف شارب ضابط كندي.
- 15 ديسمبر – أرت جاكسون لاعب هوكي جليد كندي.
- 17 ديسمبر – هنري والاس ماكليود

## وفيات

### يناير
- 1 يناير – تشارلز سميث (مواليد 1864) فنان كندي.[30]
- 8 يناير – ساندي كوان (مواليد 1879) لاعب لاكروس كندي.
- 15 يناير – ويليام كوتور (مواليد 1851)[31]

### فبراير
- 10 فبراير – ويليام نيلسون (مواليد 1844) رجل أعمال كندي.[32]
- 28 فبراير – جيمس د. فيني (مواليد 1844) سياسي كندي.

### مارس
- 17 مارس – جورج ديفيدسون غرانت (مواليد 1870) سياسي كندي.[33]
- 27 مارس – مارتي والش (مواليد 1883) لاعب هوكي جليد كندي.

### أبريل
- 23 أبريل – فريدريك فيشر (مواليد 1894) جندي كندي.[34]
- 25 أبريل – جيوفري تايلور (مواليد 1890) مُجدّف كندي.

### يونيو
- 6 يونيو – إسحاق جيمس قاولد (مواليد 1839) سياسي كندي.[35]
- 15 يونيو – أديلار لانجفان (مواليد 1855) قس كندي.[36]
- 19 يونيو – فريدريك ويليام كامبل (مواليد 1867)[37]
- 26 يونيو – صموئيل باركر (مواليد 1839) سياسي كندي.[38]
- 30 يونيو – دونكان روس (مواليد 1870) سياسي كندي.[39]

### يوليو
- 21 يوليو – جان بريفوست (مواليد 1870) سياسي كندي.
- 26 يوليو – ك. إي. مكينتوش (مواليد 1838) سياسي أمريكي.
- 29 يوليو – توماس موراي (مواليد 1836) سياسي كندي.[40]

### أغسطس
- 18 أغسطس – إلغن قاولد (مواليد 1860)[41]
- 26 أغسطس – جون ريتشاردسون (مواليد 1843) سياسي كندي.

### سبتمبر
- 15 سبتمبر – إرنست غانون (مواليد 1834)[42]

### أكتوبر
- 18 أكتوبر – الكسندر بيتر روس (مواليد 1831) سياسي كندي.

### نوفمبر
- 14 نوفمبر – أرت ماكغفرن (مواليد 1882)
- 15 نوفمبر – جيمس ريد (مواليد 1839) سياسي كندي.[43]

### ديسمبر
- 24 ديسمبر – جون دويل (مواليد 1858) لاعب كرة قاعدة من الولايات المتحدة الأمريكية.
- 25 ديسمبر – غراهام فرازير (مواليد 1846)[44]